# Felix van Valois
Felix van Valois ook bekend als Hugo II van Vermandois (Amiens, 9 april 1127 - Cerfroid, 4 november 1212) was van 1152 tot 1160 graaf van Vermandois en Valois. Daarna werd hij heremiet en medestichter van de Trinitariërs.

## Levensloop
Hugo II van Vermandois stamde uit een zijlinie van het huis Capet. Hij was de enige zoon van graaf Rudolf I van Vermandois, tevens graaf van Valois en seneschalk van Frankrijk, uit diens eerste huwelijk met Eleonora, dochter van graaf Stefanus II van Blois. Na de dood van zijn vader in 1152 werd hij graaf van Vermandois en Valois.
In 1160 legde hij zijn ambten en titels neer en werd hij actief als heremiet. Later ontmoette hij Johannes van Matha, met wie hij in 1198 de Orde der Trinitariërs stichtte. Dat gebeurde in Cerfroid bij Parijs. In de naam van de orde stond er oorspronkelijk de toevoeging redemptionis captivorum (= voor de bevrijding van gevangenen), omdat oorspronkelijk het vrijkopen van christenslaven en gevangenen als doel voorop stond. Na de stichting van de orde nam Hugo de ordenaam Felix van Valois aan en werd hij tot priester gewijd.
Felix van Valois overleed in november 1212 op 85-jarige leeftijd. Op 1 mei 1262 werd hij door paus Urbanus IV heilig verklaard. Zijn feest wordt gevierd op 4 november in de gewone vorm van de Romeinse ritus en op 20 november in de buitengewone vorm.

## Voorouders
| Voorouders van Felix van Valois (1127-1212) | Voorouders van Felix van Valois (1127-1212)                             | Voorouders van Felix van Valois (1127-1212)                             | Voorouders van Felix van Valois (1127-1212)                             | Voorouders van Felix van Valois (1127-1212)                             | Voorouders van Felix van Valois (1127-1212)                              | Voorouders van Felix van Valois (1127-1212)                              | Voorouders van Felix van Valois (1127-1212)                                  | Voorouders van Felix van Valois (1127-1212)                                  |
| ------------------------------------------- | ----------------------------------------------------------------------- | ----------------------------------------------------------------------- | ----------------------------------------------------------------------- | ----------------------------------------------------------------------- | ------------------------------------------------------------------------ | ------------------------------------------------------------------------ | ---------------------------------------------------------------------------- | ---------------------------------------------------------------------------- |
| Overgrootouders                             | Hendrik I van Frankrijk (1008-1060) ∞ 1051 Anna van Kiev (1036-1078)    | Hendrik I van Frankrijk (1008-1060) ∞ 1051 Anna van Kiev (1036-1078)    | Herbert IV van Vermandois (1032-1080) ∞ Adelheid van Vexin (1040-1077)  | Herbert IV van Vermandois (1032-1080) ∞ Adelheid van Vexin (1040-1077)  | Theobald III van Blois (10120-1089) ∞ Garsende van Maine (-)             | Theobald III van Blois (10120-1089) ∞ Garsende van Maine (-)             | Willem de Veroveraar (±1028–1087) ∞ 1051 Mathilde van Vlaanderen (1031-1083) | Willem de Veroveraar (±1028–1087) ∞ 1051 Mathilde van Vlaanderen (1031-1083) |
| Grootouders                                 | Hugo I van Vermandois (1053-1101) ∞ Adelheid van Vermandois (1036-1078) | Hugo I van Vermandois (1053-1101) ∞ Adelheid van Vermandois (1036-1078) | Hugo I van Vermandois (1053-1101) ∞ Adelheid van Vermandois (1036-1078) | Hugo I van Vermandois (1053-1101) ∞ Adelheid van Vermandois (1036-1078) | Stefanus II van Blois (±1045–1102) ∞ 1080 Adela van Engeland (1062-1137) | Stefanus II van Blois (±1045–1102) ∞ 1080 Adela van Engeland (1062-1137) | Stefanus II van Blois (±1045–1102) ∞ 1080 Adela van Engeland (1062-1137)     | Stefanus II van Blois (±1045–1102) ∞ 1080 Adela van Engeland (1062-1137)     |
| Ouders                                      | Rudolf I van Vermandois (1085-1152) ∞ Eleonora van Blois. (1125-1193)   | Rudolf I van Vermandois (1085-1152) ∞ Eleonora van Blois. (1125-1193)   | Rudolf I van Vermandois (1085-1152) ∞ Eleonora van Blois. (1125-1193)   | Rudolf I van Vermandois (1085-1152) ∞ Eleonora van Blois. (1125-1193)   | Rudolf I van Vermandois (1085-1152) ∞ Eleonora van Blois. (1125-1193)    | Rudolf I van Vermandois (1085-1152) ∞ Eleonora van Blois. (1125-1193)    | Rudolf I van Vermandois (1085-1152) ∞ Eleonora van Blois. (1125-1193)        | Rudolf I van Vermandois (1085-1152) ∞ Eleonora van Blois. (1125-1193)        |